# Takydromus tachydromoides
Takydromus tachydromoides là một loài thằn lằn trong họ Lacertidae. Loài này được Schlegel mô tả khoa học đầu tiên năm 1838.

## Hình ảnh

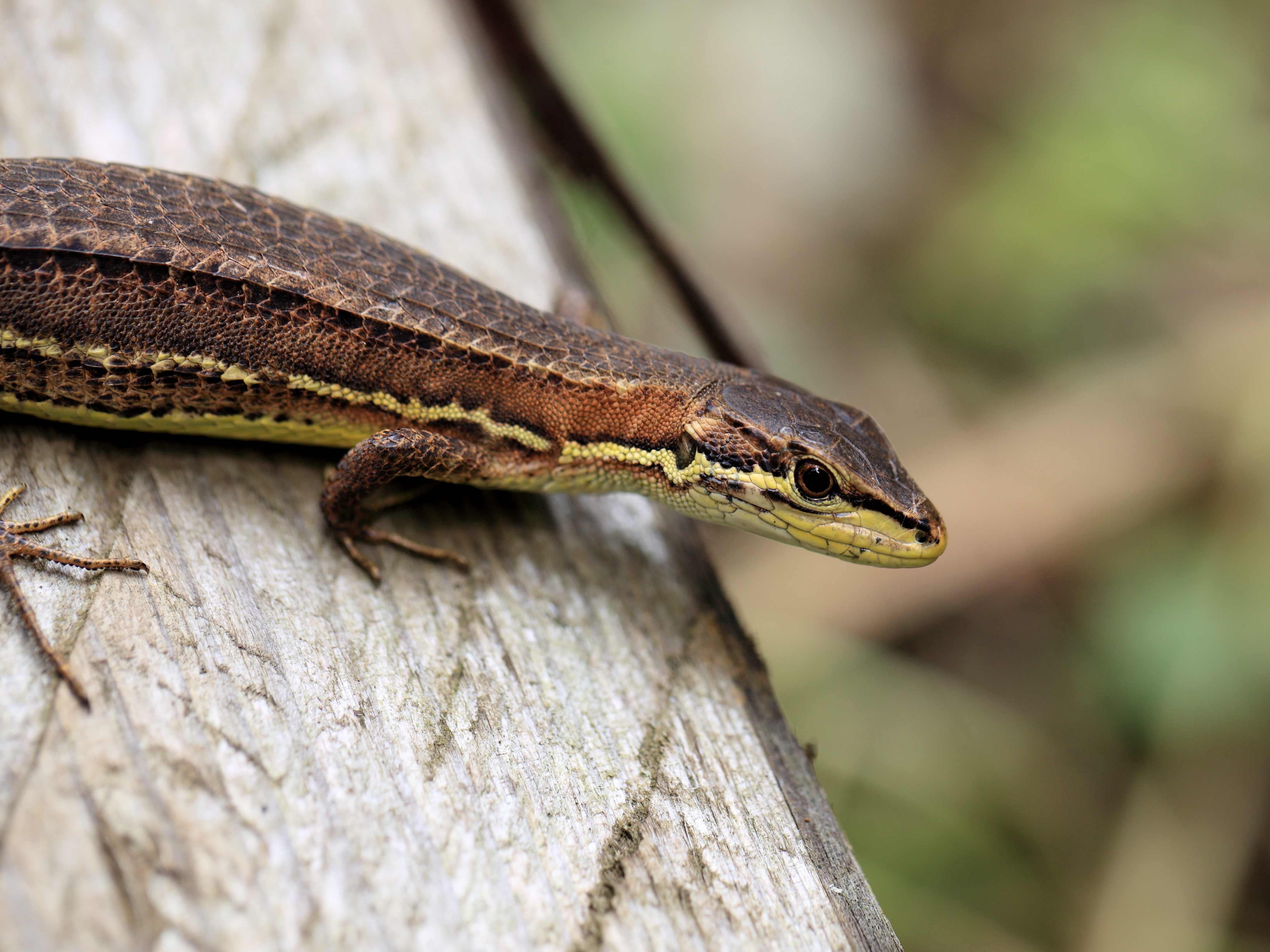
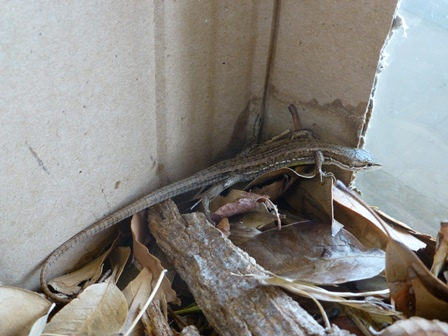
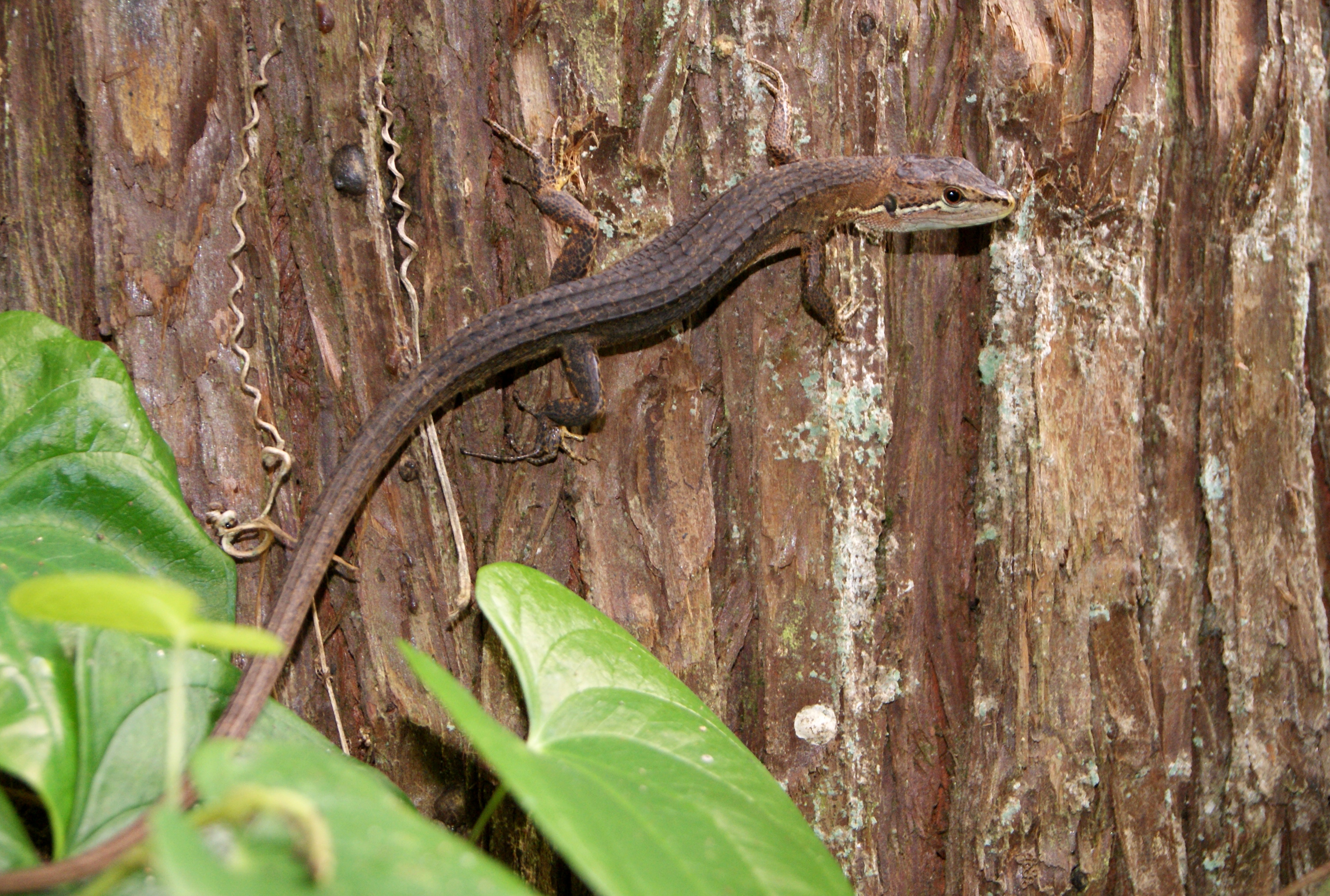
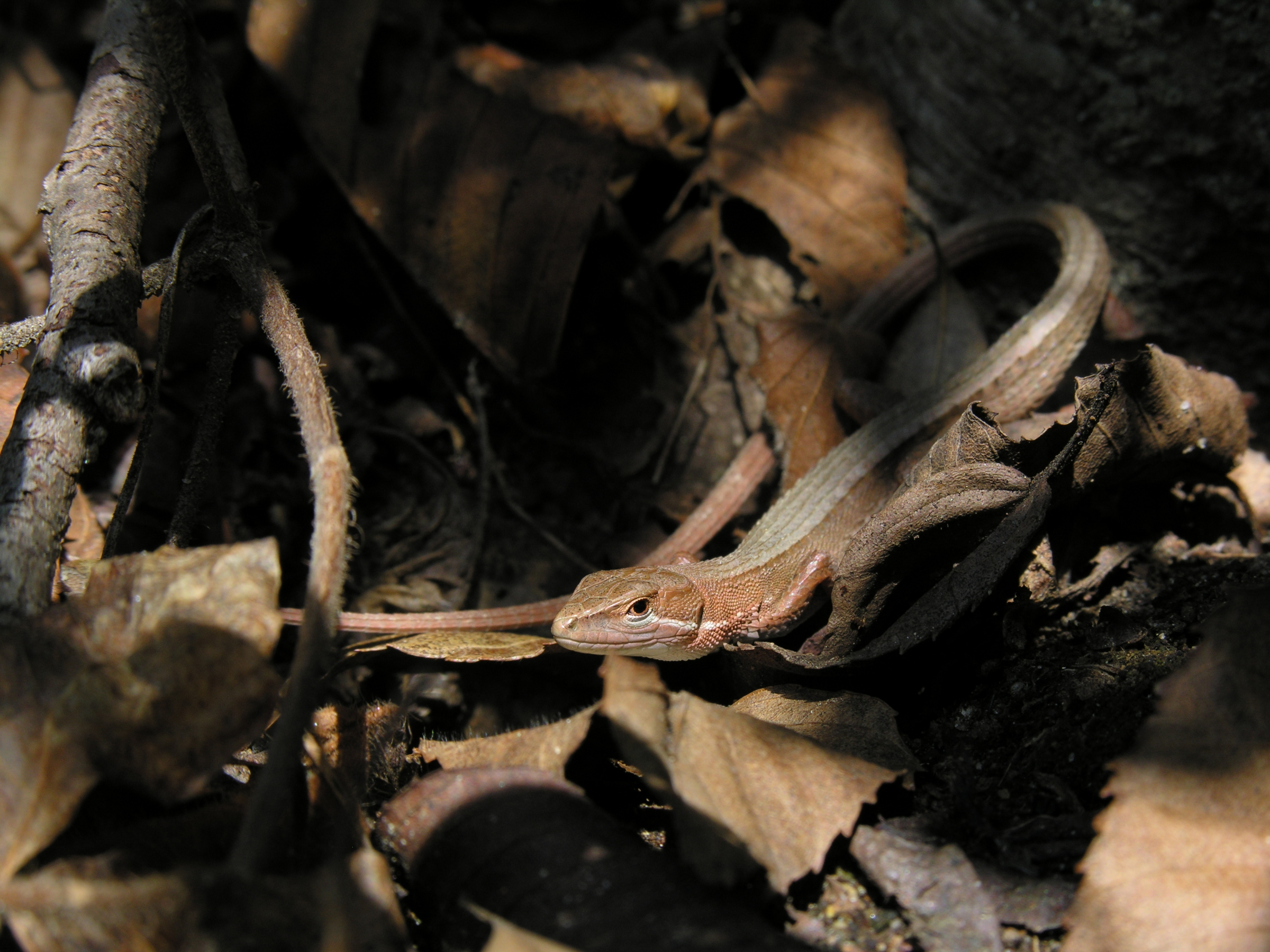